# Lancia Veicoli Speciali
 (mars 2025).
Si vous disposez d'ouvrages ou d'articles de référence ou si vous connaissez des sites web de qualité traitant du thème abordé ici, merci de compléter l'article en donnant les références utiles à sa vérifiabilité et en les liant à la section « Notes et références ».

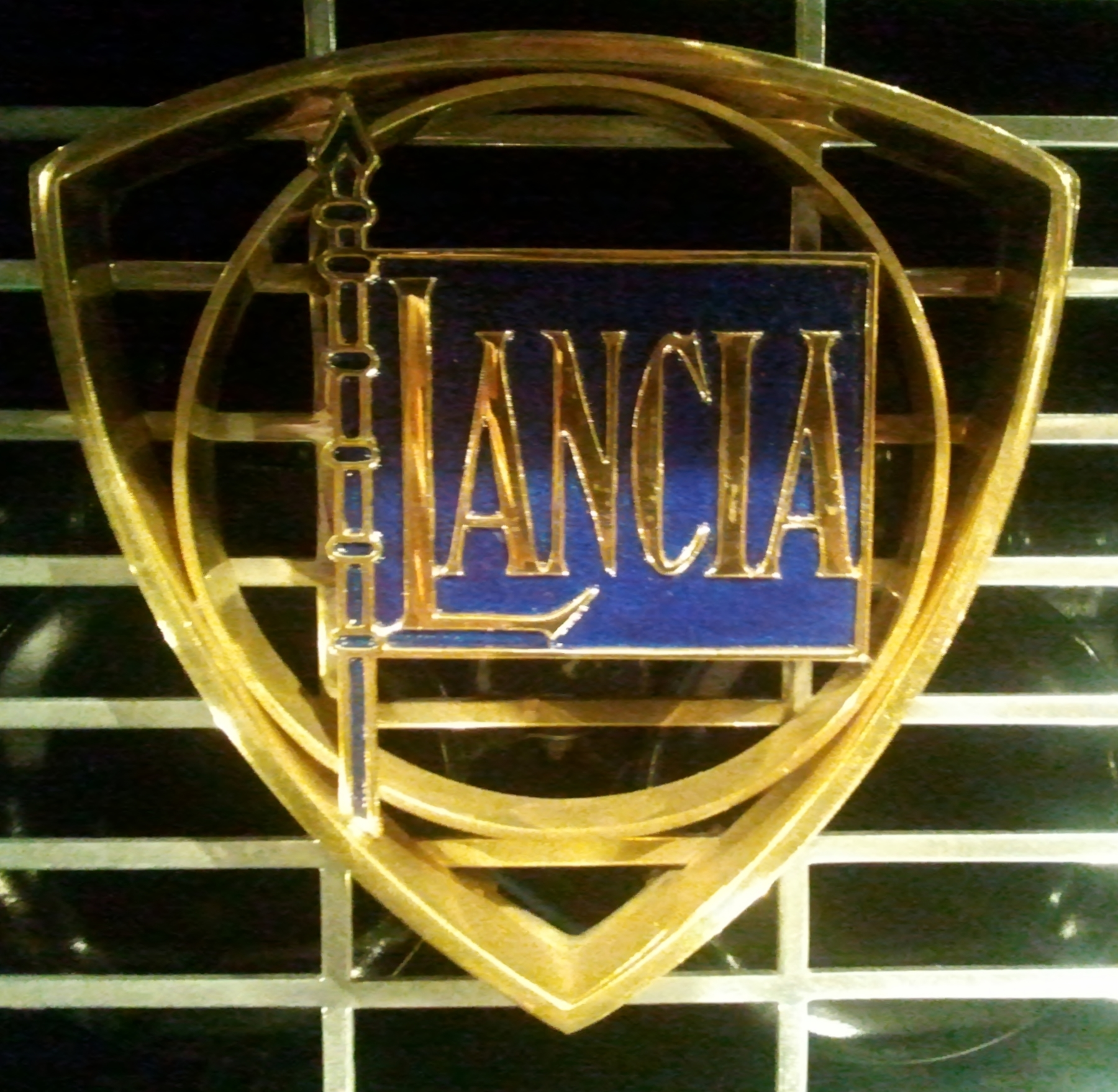
Logo Lancia

Lancia Veicoli Speciali est l'un des constructeurs automobiles italiens les plus anciens et réputé pour la qualité de ses fabrications. Créée à Turin en 1906, la société Lancia est toujours en activité bien qu'intégrée dans le groupe Fiat. La division Lancia Veicoli Industriali a été créée en 1912.
Lancia resta une société indépendante jusqu'en 1955, quand elle fut rachetée par Gianpiero Pesenti, fondateur d'un des premiers cimentiers européens, Italcementi. Lancia fut ensuite repris en 1969 par le groupe Fiat S.p.A.. 
La Division Lancia Veicoli Speciali fut la dernière appellation de la branche Lancia Véhicules Industriels après son rachat par le groupe Fiat V.I. en 1969 et son intégration dans Iveco en 1975.
En dehors de l'Italie, peu de personnes savent en effet que Lancia a fabriqué non seulement des voitures, mais aussi des camions et des autocars. 
A l’instar de plusieurs autres grandes marques italiennes, sportives ou de prestige, comme Alfa Romeo ou Isotta-Fraschini, la firme turinoise a également produit des véhicules industriels réputés. Tout comme les automobiles, leurs noms sont des lettres de l’alphabet grec.

## Le premier camion: le camion militaire 1Z
Dès 1911, Lancia fabrique des véhicules militaires pour l’armée italienne. Ils entrent en scène avant la Première Guerre mondiale à l’image du type 1Z, un 4,5 tonnes avec un moteur Lancia tipo 61, quatre cylindres en ligne de 5,0 litres développant 70 Ch à 2.200 tr/min, qui s’illustre en Libye. Il sera construit en 91 exemplaires jusqu'en 1916.
Lorsqu'éclate la Première Guerre mondiale, l'usine Lancia fut déclarée "Usine auxiliaire de guerre" et dut consacrer tous ses moyens aux efforts de guerre du pays. C'est ainsi que le projet d'un tout nouveau moteur 8 cylindres en V à peine breveté ne put être fabriqué et le programme de fabrication de la Lancia Tipo 61 (25/35 HP-Theta) fut revu pour transformer la luxueuse voiture en véhicule de commandement militaire. Devant également se consacrer aux camions militaires, Lancia – qui avait montré son savoir-faire avec le 1Z – n'eut aucune difficulté pour ajouter deux nouveaux modèles à sa gamme de 1915, le Jota et le Diota, équipés du même moteur 4 cylindres de 4 942 cm3, mais avec un châssis avec empattement différent : 3,35m pour le 1Z, 3,60m pour le Jota et 3,00m pour le Diota.
La production de camions s'éleva, durant cette période à 1776 unités :
- 1Z : 91
- Jota : 1.517
- Diota : 168

Les types Iota et Diota avaient une charge utile augmentée ; ils étaient carrossés dans les Établissements Farina en de nombreuses versions, dont certaines adaptées au transport d’artillerie. Ils ont également été transformés en véhicules blindés par Ansaldo. Beaucoup seront fournis aux armées alliées, notamment à l’armée britannique.
Au cours des années 1920, Vincenzo Lancia applique aux camions civils et militaires, autobus et autocars qu’il produit, la même démarche exigeante que pour ses automobiles. Innovation et avant-garde caractérisent ces véhicules, comme le Pentaiota de 1924 et ses freins à l’avant, l’autobus Esajota au châssis surbaissé pour diminuer la hauteur du plancher ou l’Omicron lancé en 1928 et doté d’un six cylindres à soupapes en tête et double arbre à cames. La ligne régulière d'autocar entre l'Algérie et le Soudan a été exploitée par une compagnie qui utilisa uniquement des Lancia Omnicron et dont l'âge restera indéterminé mais le compteur dépassa les 3 millions de km.
Lancia se distingue aussi dans la technologie diesel avec l’un des premiers moteurs de ce type, un cinq cylindres en ligne. En 1933 apparait un bicylindre diesel deux temps licence Junkers. Il sera monté sur le modèle Ro, suivi d’un trois cylindres, toujours à deux temps, équipant le Ro-Ro. La plupart des modèles Lancia sont construits en petites séries déclinées en de nombreuses versions avec de très nombreuses variantes…
Après la Seconde Guerre mondiale, Lancia produit des gros porteurs et des tracteurs à cabine avancée, comme tous les constructeurs italiens. Ce sont les Esadelta et Esagamma motorisés par des moteurs diesel Lancia de 8,2 litres et 10,5 litres. L'Esagamma sera également fabriqué sous licence en Éthiopie jusqu'en 1970.
La société Lancia sera rachetée par Fiat en 1969 et la gamme des véhicules industriels Lancia sera intégrée dans Iveco en 1975. L'usine de Bolzano - Nord de l'Italie près de l'Autriche - reste un site important de fabrication IVECO pour les véhicules spéciaux.

## Histoire des véhicules industriels Lancia

### Les années 1921 à 1939

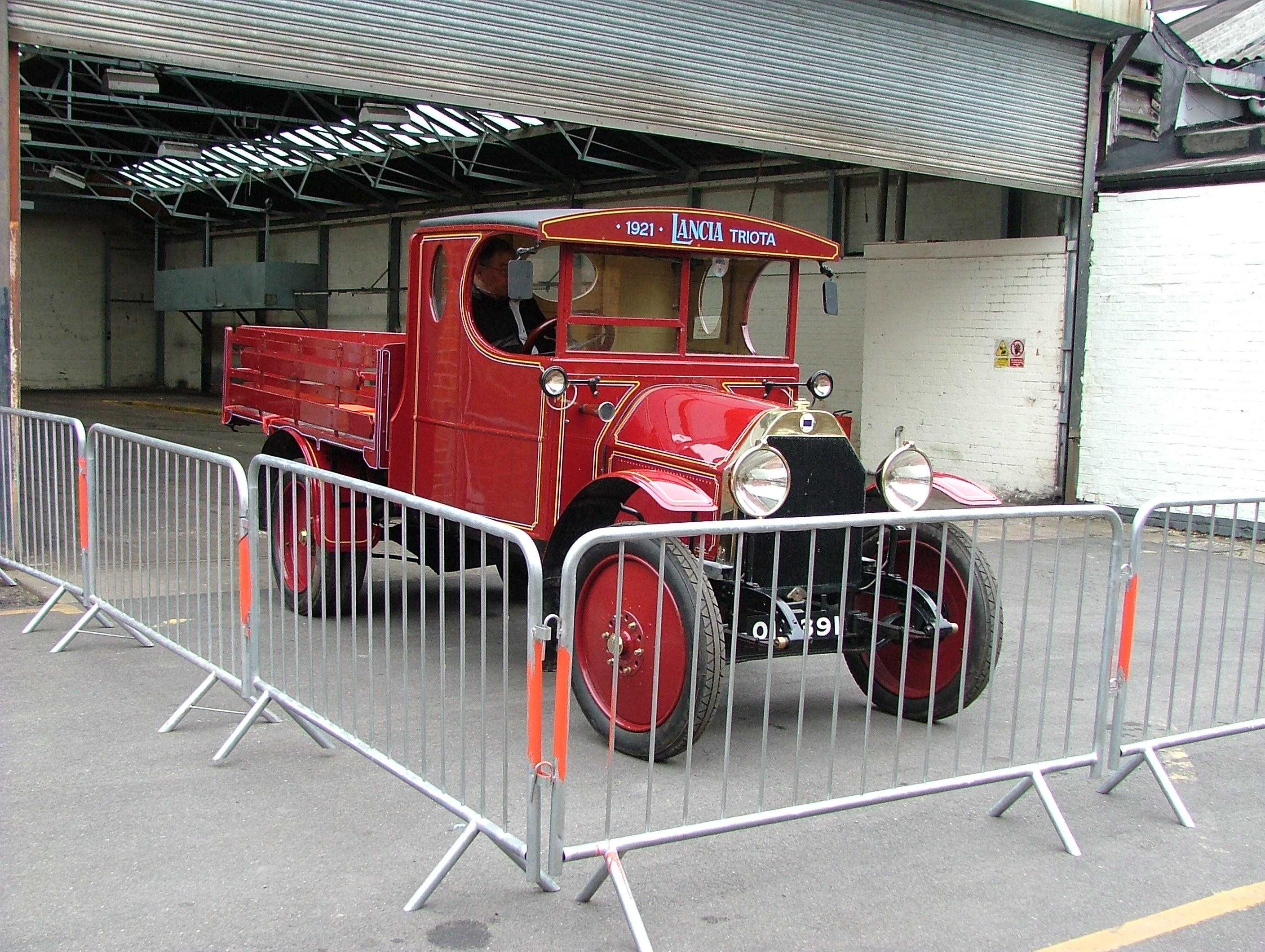
Lancia Triota de 1921

Après ces années de guerre, la reprise des activités civiles est lente. Le marché n'était pas très actif.
Malgré ces difficultés, Lancia présenta en 1921 les modèles Trijota et Tetrajota, construits  exclusivement en châssis et fournis aux carrossiers spécialisés pour les transformer en camion ou fourgons. Équipés de l'ancien moteur d'avant-guerre, très robuste et fiable, à 4 cylindres en ligne de 4,9 litres de cylindrée. Ces modèles fabriqués à 673 exemplaires, connaîtront un très bon succès à l'étranger. Le Tetrajota sera fabriqué jusqu'en 1928.
En 1924 Lancia présente un nouveau modèle, le Pentajota, équipé du même moteur de 4,9 litres et 70 HP suffisants pour lui permettre d'atteindre 60 km/h, le Pentajota était qualifié, à l'époque, de géant de la route. Il fut un des tout premiers camions à recevoir des freins sur l'essieu avant. Le Pentajota sera fabriqué jusqu'en 1929 en plus de 2000 exemplaires, un vrai record.
Parallèlement Lancia présentait un tout nouveau châssis pour autobus urbain, l'Eptajota, avec un châssis très nettement surbaissé pour répondre au cahier des charges des transports milanais. Très confortable et d'une forte capacité de transport, l'Eptajota fut produit à 2 000 exemplaires entre 1927 et 1934.
La très riche série Jota se termina avec l'Eptajota.
Après l'autobus Esajota construit en seulement 13 exemplaires durant l'année 1926, Lancia présenta un tout nouveau modèle en 1927, reposant sur un châssis de nouvelle conception,  moderne et polyvalent car pouvant recevoir une carrosserie de type autobus urbain mais aussi de tourisme, l'Omicron. Ce châssis révolutionnaire bénéficia d'un nouveau moteur 6 cylindres en ligne de 7 069 cm3 - alésage 100 mm x course 150 mm - développant 92 HP à 1 600 tr/min grâce à sa conception avec soupapes en tête commandées par deux arbres de distribution.
L'Omicron sera fabriqué avec empattement court de 512,5 cm et long de 592 cm, il est le premier châssis de bus doté de freins hydrauliques sur les 4 roues. En 1929, après une première série de 200 exemplaires, les freins furent complétés par un servo frein à dépression. L'Omicron  se fit une excellente réputation et connut un gros succès. Il sera construit en 601 exemplaires entre 1927 et 1936, grâce à sa réputation de véhicule indestructible - la plupart des modèles ont dépassé les 2 millions de kilomètres. Les qualités de l'Omicron se propagèrent aussi à l'étranger et l'on vit plusieurs exemplaires équipés en wagon-lit, utilisés sur la ligne régulière à travers le Sahara, entre l'Algérie et le Soudan.
L'Omnicron sera aussi un des premiers autocars à disposer d'un moteur diesel 5 cylindres de 6 871 cm3 de 93 HP, en option au moteur essence.
Au début des années 1930, Vincenzo Lancia acheta la licence de fabrication du moteur Diesel Junkers. C'était un bicylindre deux temps, à deux pistons opposés par cylindre, de 3 181 cm3 développant 64 HP à 1 500 tr/min. Le moteur Junkers avait aussi une version à trois cylindres de  4 771 cm3 et 95 HP. 
Lancia équipa son nouveau camion Ro avec le moteur à deux cylindres, il fut fabriqué entre  1932 et 1938. En 1935 Lancia présenta une version militaire du Ro équipé d'un moteur Lancia classique à 4 cylindres 4 temps de 5 126 cm3 et 65 HP, qui se distingua durant la campagne de l'armée italienne en Éthiopie.
Le modèle Ro-Ro, qui fut présenté en même temps, était équipé du moteur Junkers à 3 cylindres de 4 771 cm3. 
Le Lancia 3 Ro, présenté en 1938 et fabriqué jusqu'en 1947 en 12.700 exemplaires, dans ses versions civiles et militaires, fut équipé du moteur Lancia à 5 cylindres de 6 871 cm3 et 93 HP, le même moteur qui équipait l'autocar Omicron, qui autorisait des vitesses de 80 km/h.

Production des véhicules industriels Lancia entre 1921 et 1945 : 25 946 au total :
- Jota (1919/20) : 598
- Diota : 2
- Triota : 256
- Tetrajota : 417
- Pentajota : 2.191
- Esajota : 13
- Eptajota : 1.985
- Omicron : 601
- Jota (1929) : 16
- Ro (diesel) : 843
- Ro (essence) : 576
- Ro-Ro : 301
- Militaires : 3746
- 3 Ro : 12.191 (jusqu'au 31-12-1945)
- 6 Ro lancé en 1949
- Ardea/fourgon : 56 (jusqu'au 31-12-1945)
- CL / TL 51 lancé en 1951
- Véhicules électriques : 61 (jusqu'au 31-12-1945)
- Esaro: 2.001 (jusqu'au 31-12-1945)
- Lince: 250

### L'usine de Bolzano à la frontière avec l'Autriche
Au lendemain du premier conflit mondial, tandis que les ingénieurs de Turin travaillaient à la mise au point du projet de voiture Aprilia, Vincenzo Lancia décide d'adhérer au projet du gouvernement italien de créer un centre industriel à Bolzano.
En mars 1935, les services techniques de la mairie de Bolzano communiquent à la direction de Lancia les plans topographiques du secteur pour le choix du lot de terrain à acheter pour la  construction de leur nouvelle usine. Six mois après, les travaux commençaient et en avril 1937 les premiers salariés étaient embauchés. Après une période de formation à l'usine de Turin, la division fonderie de la nouvelle usine Lancia commence la production en juin 1937. La division mécanique démarre peu après et l'activité industrielle Lancia connait un fort développement avec les deux sites industriels en fonctionnement. Le site de Bolzano était devenu un complément indispensable au site originel de Turin.
Mais en 1942 les bombardements touchent également Bolzano. Au cours des années suivantes, 1943 et 1944, l'activité est quasiment arrêtée à cause des bombardements qui ont fortement endommagé l'usine. La reprise de l'activité, difficile, lente mais progressive débutera le 3 mai 1945. La reconstruction des ateliers de fabrication s'achève et Lancia décide de spécialiser le site de Bolzano pour les véhicules industriels.

### Les années 1950

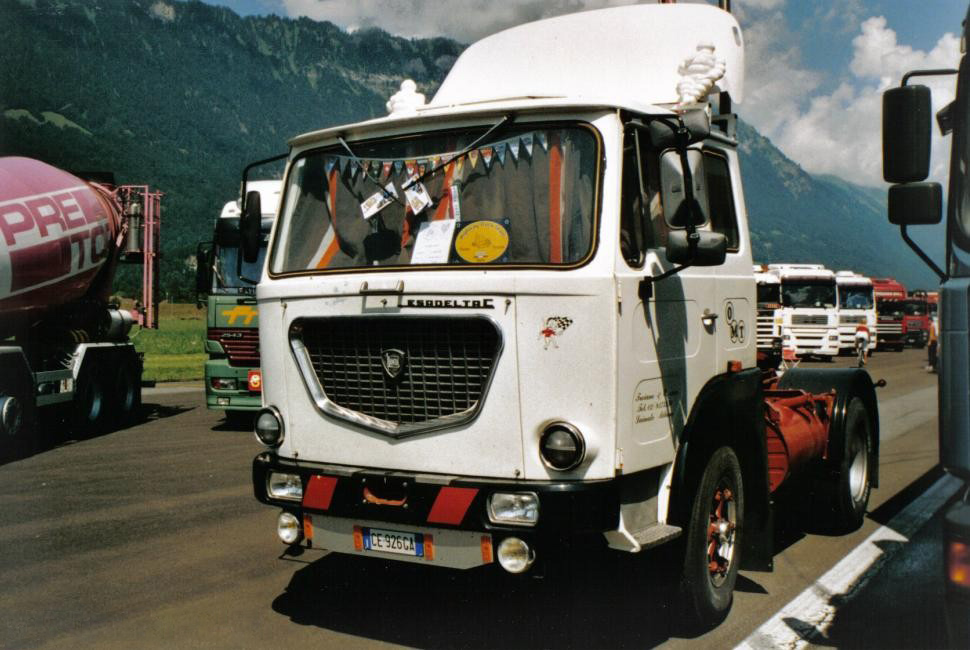
Lancia Esadelta version C

C'est en 1955 que Lancia est racheté par la famille lombarde Pesenti, propriétaire d'un des premiers groupes cimentiers européens, Italcementi.
Pendant les 15 années qui suivent, Lancia développe et renouvelle toute sa gamme et sa  production de camions, avec l'introduction des modèles moyens et lourds Esatau et Esagamma, est le concurrent luxueux des Fiat V.I. et OM.

### La reprise par Fiat V.I. et l'intégration dans Iveco
La production des camions typiquement Lancia comme le géant de la route Esagamma se termine en 1970, un an après la reprise de Lancia par le groupe Fiat. En 1975, avec la création d'IVECO (Industrial VEhicles COrporation), toutes les marques Fiat V.I., OM, Lancia V.I., UNIC et Magirus-Deutz sont regroupées. Le site industriel de Bolzano continue la production de véhicules spéciaux comme les fameux 4x4 de la gamme 75-95 PC jusqu'en 1990.
Actuellement, le site de Bolzano fabrique toujours des engins spéciaux, notamment des véhicules de lutte contre l'incendie dont Iveco est le leader mondial mais aussi des véhicules militaires légers et moyens; la gamme des véhicules militaires lourds est assurée par la filiale IVECO Astra au sein de Iveco Defence Vehicles.